# Sunbeam Rapier
La Sunbeam Rapier est une automobile produite par le constructeur anglais Sunbeam, alors propriété du Groupe Rootes. Elle est présentée en octobre 1955 au London Motor Show et fait suite aux Hillman Minx et Singer Gazelle.